# Jocs Asiàtics de 1986
Els Jocs Asiàtics de 1986 es van celebrar del 20 de setembre al 5 d'octubre de 1986 a Seül (Corea del Sud).
Les instal·lacions utilitzades per aquests Jocs van ser les mateixes que les dels Jocs Olímpics d'Estiu de 1988, servint per tant com a prova per als Jocs Olímpics.
En aquesta edició debutaren els següents esports: judo, taekwondo, ciclisme femení i tir olímpic femení. Es van batre 83 rècords d'Àsia i 3 del món, a més d'igualar-se dos rècords del món més.
El llançador de martell japonès Shigenobu Murofushi guanyà la medalla d'or per cinquè cop consecutiu (1970-1986). L'estrella, però, fou P. T. Usha (Payyoli Express), qui guanyà 4 ors i una plata en les proves d'atletisme de velocitat.
Corea del Sud se situà segona del medaller per darrere de la Xina, fet que mantingué en les edicions següents (excepte a Hiroshima, als Jocs Asiàtics de 1994).
Tots els països socialistes, inclosa Corea del Nord, excepte la Xina, van boicotejar els jocs. 5 dies abans de la inauguració de l'esdeveniment, una bomba matà 5 persones a l'Aeroport de Gimpo.

## Esports
| - Esports aquàtics - Tir amb arc - Atletisme - Bàdminton - Basquetbol - Bitlles - Boxa - Piragüisme - Ciclisme | - Salts - Hípica - Esgrima - Futbol - Golf - Gimnàstica - Handbol - Hoquei sobre herba - Judo | - Vela - Tir olímpic - Tennis de taula - Taekwondo - Tennis - Voleibol - Halterofília - Lluita |

## Medaller
| Posició | País            | Or  | Argent | Bronze | Total |
| 1       | R.P. de la Xina | 94  | 82     | 46     | 222   |
| 2       | Corea del Sud   | 93  | 55     | 76     | 224   |
| 3       | Japó            | 58  | 76     | 77     | 211   |
| 4       | Iran            | 6   | 6      | 10     | 26    |
| 5       | Índia           | 5   | 9      | 23     | 37    |
| 6       | Filipines       | 4   | 5      | 9      | 18    |
| 7       | Tailàndia       | 3   | 10     | 13     | 26    |
| 8       | Pakistan        | 2   | 3      | 4      | 9     |
| 9       | Indonèsia       | 1   | 5      | 4      | 10    |
| 10      | Hong Kong       | 1   | 1      | 3      | 5     |
| 11      | Qatar           | 1   | 0      | 3      | 4     |
| 12      | Líban           | 1   | 0      | 1      | 2     |
| 13      | Bahrain         | 1   | 0      | 1      | 2     |
| 14      | Malàisia        | 0   | 5      | 5      | 10    |
| 15      | Iraq            | 0   | 5      | 2      | 7     |
| 16      | Jordània        | 0   | 3      | 1      | 4     |
| 17      | Kuwait          | 0   | 1      | 7      | 8     |
| 18      | Singapur        | 0   | 1      | 4      | 5     |
| 19      | Aràbia Saudita  | 0   | 1      | 0      | 1     |
| 20      | Nepal           | 0   | 0      | 8      | 8     |
| 21      | Bangladesh      | 0   | 0      | 1      | 1     |
| 22      | Oman            | 0   | 0      | 1      | 1     |
| Total   | Total           | 270 | 268    | 299    | 837   |